# 阿纳斯塔西娅·尼基塔
阿纳斯塔西娅·尼基塔（羅馬尼亞語：Anastasia Nichita，1999年2月19日—），摩尔多瓦女子摔跤运动员。她曾代表摩尔多瓦参加2019年欧洲运动会摔跤比赛，获得女子自由式57公斤级铜牌。